# Easingwold
Koordinaten: 54° 7′ N, 1° 11′ W

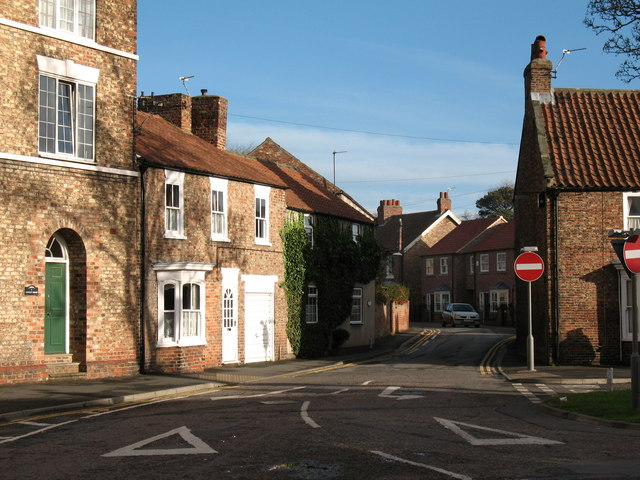
Die Little Lane verbindet die Long Street [im Vordergrund] mit dem Marktplatz.

Easingwold ist eine kleine Marktgemeinde in der Unitary Authority North Yorkshire im Norden von England, Großbritannien. Es hat 4.230 Einwohner.
Es befindet sich 21 km nördlich von York, am Fuße der Howardschen Hügel, einem Gebiet von außergewöhnlicher Naturschönheit. Der Name Easingwold ist altenglischen Ursprungs.  König Johann Ohneland hatte hier eine Jagdhütte. Das Gebiet war umgeben von den Königlichen Wäldern von Galtres (heute kein Wald mehr).
Shirley Shepherd ist momentan Gemeinderatsvorsitzende und Bürgermeisterin von Easingwold. Im November 1994 wurde die A19 um Easingwold herum gebaut. Die Schule von Easingwold ist die größte in der ganzen Umgebung und hat etwa 1.300 Schüler. 
Easingwold verfügt über mehrere Busverbindungen in Nachbardörfer, -städte und die Stadt York.

## Persönlichkeiten
- Steve Webster (* 1960), ehemaliger Motorradrennfahrer und zehnfacher Weltmeister in der Seitenwagenklasse

## Trivia
In Easingwold lebte der Büchsenmacher Clemishaw, der eine Leichendiebabwehrvorrichtung erfand, und Laurence Sterne dessen Leiche gestohlen wurde.